# Nolo Sonic 2
O Nolo Sonic 2 é um dispositivo independente com uma plataforma de realidade virtual (tudo-em-um) no formato de um óculos tecnológico de cabeça para jogos eletrônicos (dispositivo tecnológico de imersão em ambiente virtual 3D e em 360°) desenvolvida pela Nolo, anunciado em janeiro de 2023, que opera com o sistema Android.

## Especificações
Os detalhes técnicos do óculos VR Nolo Sonic 2:
- Tipo: Standalone VR;
- Optics: Fresnel lenses;
- IPD Range: 58-68 mm
- Passthrough: via tracking cameras
- Display: Single LCD binocular
- Resolução: 1832x1920 por-olho
- Atualização: 120 Hz
- Visible FoV: 92° diagonal
- Tracking: 6 DoF Inside-out via 4 integrated cameras
- Controle: 2 x Nolo Sonic 2 Controller
- Portas: USB Type-C
- Chipset: Qualcomm Snapdragon XR2
- CPU: Octa-core Kryo 585 (1 x 2.84 GHz, 3 x 2.42 GHz, 4 x 1.8 GHz)
- GPU: Adreno 650
- Memória: 8 GB LPDDR5
- Armazenamento: 128 GB
- Bateria: 5 400 mAh